# Poggio-d'Oletta
Poggio-d'Oletta (en cors U Poghju d'Oletta) és un municipi francès, situat a la regió de Còrsega, al departament d'Alta Còrsega. L'any 1999 tenia 140 habitants.

## Demografia
| 1962 | 1968 | 1975 | 1982 | 1990 | 1999 |
| ---- | ---- | ---- | ---- | ---- | ---- |
| 151  | 155  | 142  | 125  | 109  | 140  |

## Administració
| Període | Identitat   | Partit | Qualitat |  |
| ------- | ----------- | ------ | -------- |  |
| 2001-   | Louis Méria |        |          |  |